# Francis Kett
Francis Kett (* ca. 1547 in Wymondham; † 14. Januar 1589 in Norwich) war ein englischer Arzt und vorgeblicher Häretiker.
Er wurde in der Kleinstadt Wymondham in Norfolk als Sohn von Thomas Kett (1500–1553) geboren. Sein Onkel war der Rebell Robert Kett (1492–1549), der 1549 zusammen mit seinem Bruder William Kett (1485–1549) den Bauernaufstand (Kett-Rebellion, oder Norfolk-Rebellion) in Norfolk mit zeitweise 16.000 Bewaffneten während der Herrschaft der Tudors anführte. Der Aufstand richtete sich gegen die Verwandlung der Allmende in staatliches oder privates Eigentum und die Vertreibung vieler kleiner Pächter von ihrem Land.
Kett studierte am Corpus Christi College in Cambridge, erhielt sein B.A. 1569 und sein M.A, 1573. 1580 trat er von seinem Stipendium zurück und verließ die Universität. Danach scheint er in Norfolk gelebt zu haben. In seinem 1585 veröffentlichten Buch The Glorious and beautiful Garland of Mans Glorification spricht er u. a. von der Rückkehr der Juden nach Israel, der Wiedererrichtung eines jüdischen Staates und der Wiederbegrünung des Landes Israel. Kett ist damit einer der frühesten Vertreter des christlichen Zionismus.
Er war Fellow und Tutor am Corpus-Christi-College der Universität Cambridge und soll einen Einfluss auf die Überzeugungen Christopher Marlowes, der am gleichen College studierte, gehabt haben.
1588 wurde Kett vor den Bischof von Norwich Edmund Scambler gebracht, wegen Häresie verurteilt und am 14. Januar 1589 auf dem Scheiterhaufen des Schlossgrabens von Norwich verbrannt. Er wird auch als „Arian Martyrs of late Elisabethan and Jacobean times“ bezeichnet.